# Iwan Essen

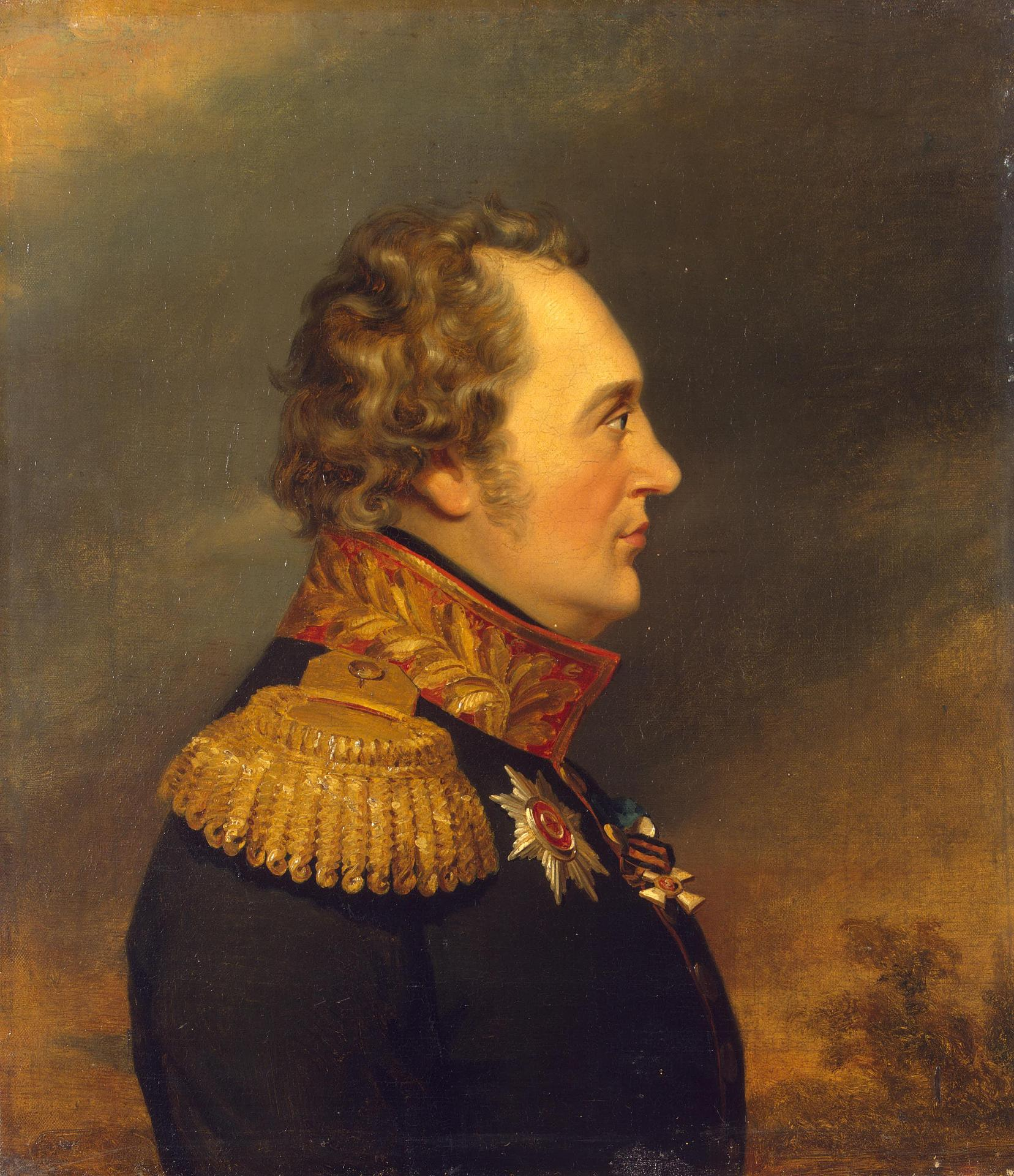
Portret pośmiertny Iwana Nikołajewicza Essena autorstwa George’a Dawe, wchodzący w skład Galerii Wojny Ojczyźnianej 1812 Roku

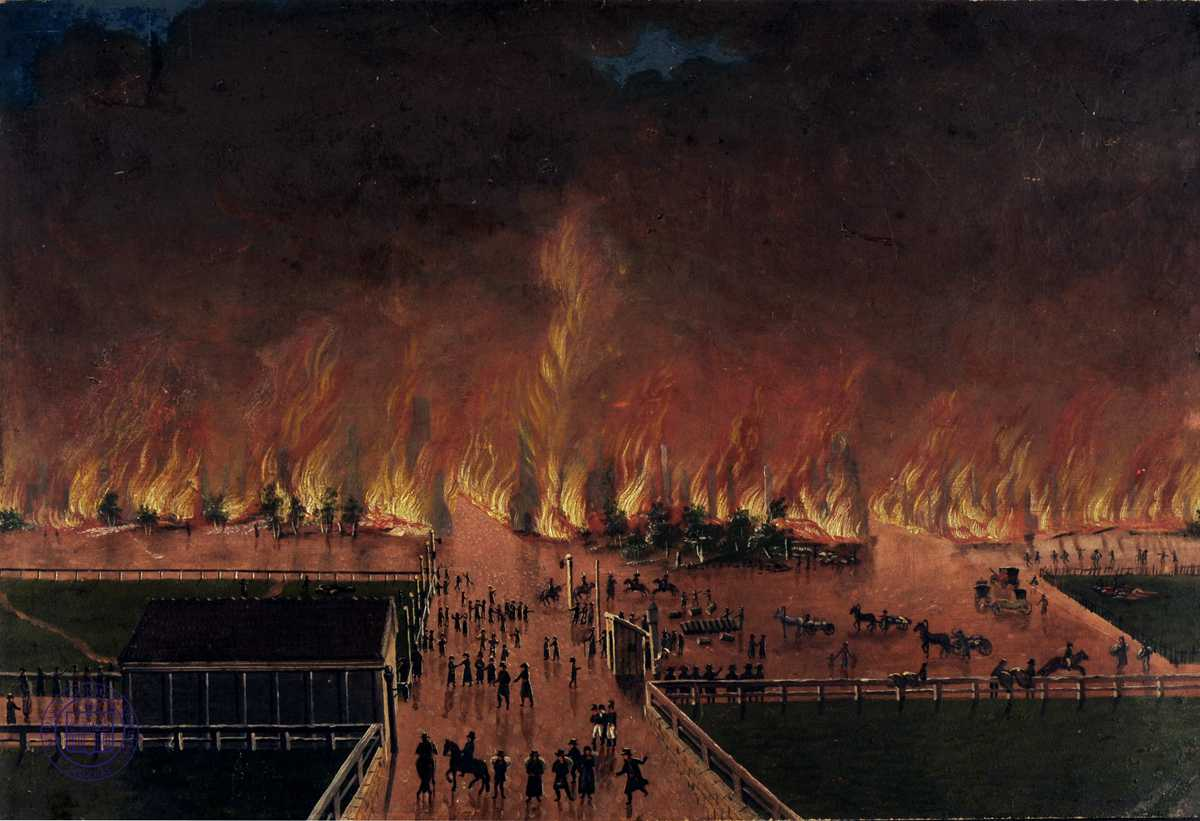
Pożar przedmieść Rygi podczas oblężenia miasta w roku 1812

Iwan Nikołajewicz Essen, właściwie Magnus Gustav von Essen (ur. 1759 w Kalvi, zm. 1813 w Baldone) – rosyjski wojskowy pochodzenia niemieckiego, gubernator smoleński (1802), podolski (1803) i generał-gubernator inflancki (1809–1812).

## Życiorys
Pochodził z niemieckiego rodu von Essen związanego z ziemiami estońskimi. W wieku trzynastu lat zaciągnął się jako szeregowiec do Izmajłowskiego Pułku Lejb-Gwardii. W 1775 roku był już podchorążym gwardii i został przeniesiony do Naszeburskiego Pułku Muszkieterów.
Brał udział w tłumieniu konfederacji barskiej (1768–1772). Z powodu rany odniesionej w bitwie pod Białą Podlaską w 1786 roku musiał odejść ze służby. Dwa lata później ponownie podjął służbę w armii w Narewskim Pułku Muszkieterów. Walczył w wojnie rosyjsko-szwedzkiej (1788–1790), wojnie polsko-rosyjskiej (1792) oraz brał udział w tłumieniu insurekcji kościuszkowskiej (1794). Odznaczył się w bitwie pod Kobyłką, za co otrzymał awans na stopień pułkownika. Za swoją odwagę w bitwie pod Maciejowicami otrzymał natomiast order św. Jerzego IV klasy. 1 października 1797 roku został generałem majorem i dowódcą Czernihowskiego Pułku Muszkieterów.
W 1799 roku jako dowódca dywizji wziął udział w angielsko-rosyjskiej operacji w Holandii. Przejął dowództwo siłami rosyjskimi po przegranej przez koalicjantów bitwie pod Bergen. Rozpoczął uderzenie na siły francuskie, walczył w bitwie pod Alkmaar i ponownie zajął Bergen, za co awansował na generała porucznika.
W czerwcu 1802 roku został gubernatorem smoleńskim, w październiku roku następnego został przeniesiony na analogiczny urząd w guberni podolskiej. W czasie wojny rosyjsko-tureckiej (1806–1812) dowodził korpusem, zdobył twierdzę Chocim. Następnie razem z dowodzonym przez siebie korpusem brał udział w wojnie z napoleońską Francją. Walczył pod Ostrołęką i Frydlandem, gdzie został ciężko ranny. Do służby wrócił w 1809 roku jako dowódca korpusu rezerwy armii mołdawskiej. We wrześniu 1809 roku został generał-gubernatorem inflanckim. W czasie inwazji francuskiej na Rosję w 1812 roku nakazał przygotowanie Rygi do obrony, jednak nie podjął dalszych zdecydowanych kroków. Ostatecznie przed wkroczeniem Francuzów nakazał spalić przedmieścia miasta. W październiku 1812 roku został odwołany z urzędu gubernatora i zastąpiony przez Filippo Paulucciego.
Zginął (utonął) w czasie kuracji latem 1813 roku. Według jednej z wersji popełnił samobójstwo w rocznicę podpalenia przedmieść Rygi. Został pochowany w tymże mieście na cmentarzu miejskim.